# Christian Pulisic
Christian Mate Pulisic, född 18 september 1998 i Hershey, är en amerikansk-kroatisk fotbollsspelare som spelar för AC Milan.

## Klubbkarriär

### Chelsea
Den 2 januari 2019 värvades Pulisic av Chelsea. Han lånades omedelbart tillbaka till Borussia Dortmund för resten av säsongen och gick med Chelsea-truppen inför säsongen 2019/2020. Pulisic gjorde sin Premier League-debut den 11 augusti 2019 i en 4–0-förlust mot Manchester United, där han blev inbytt i den 58:e minuten mot Ross Barkley.

### AC Milan
Den 13 juli 2023 värvades Pulisic av AC Milan, där han skrev på ett fyraårskontrakt, med en option på ett ytterligare år.

## Landslagskarriär
Pulisic debuterade för USA:s landslag den 29 mars 2016 i en 4–0-vinst över Guatemala, där han byttes in i den 81:a minuten mot Graham Zusi. Pulisic var med i USA:s trupp vid Copa América Centenario.
Pulisic deltog i VM 2022 och bidrog med ett mål och två assist under turneringens gång. USA åkte ut i åttondelsfinal efter en förlust med 3-1 mot Nederländerna.